# Tríduo Pascal
Tríduo Pascal (em latim: Triduum Paschale) é o conjunto de três dias celebrados no Cristianismo, composto pela Quinta-feira Santa (Missa de instituição da Eucaristia e lava-pés, logo após, velação ao Cristo crucificado), Sexta-feira Santa (beijo da cruz) e o Sábado Santo (vigília Pascal).  O Tríduo Pascal é celebrado em memória da Paixão, morte e ressurreição de Jesus, conforme os Evangelhos.
Desde a reforma litúrgica promovida pelo Papa Pio XII em 1955, o Tríduo Pascal foi definido com mais precisão como um tempo litúrgico próprio, distinto da Quaresma e do Tempo Pascal, servindo de ponte entre ambos.
A partir do canto do Glória, os sinos e os instrumentos musicais são silenciados, permanecendo assim até a Vigília Pascal, em sinal de luto pela Paixão do Senhor.

## Quinta-feira da Ceia

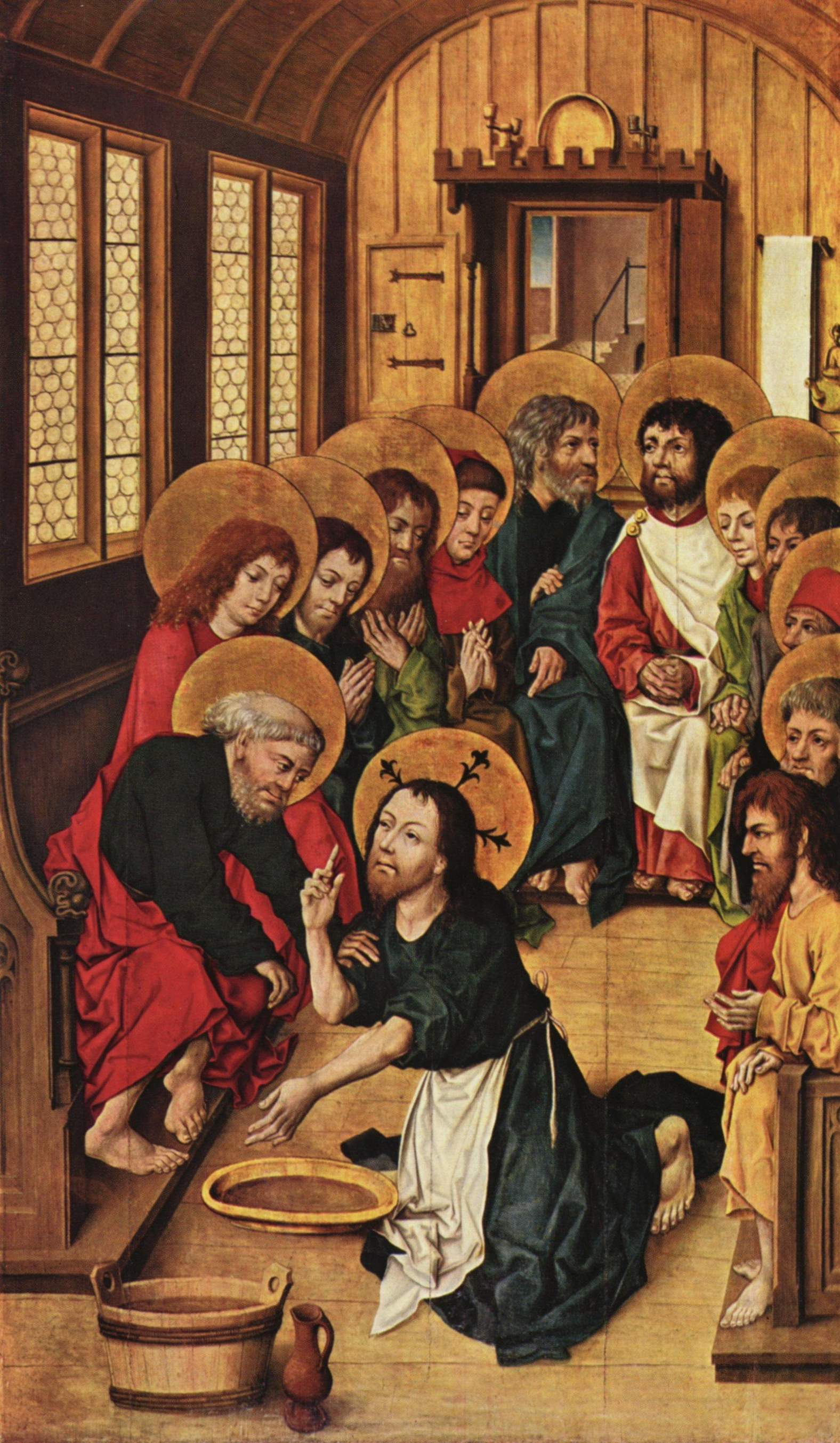
Cristo lavando os pés dos apóstolos, Meister des Hausbuches, 1475 Gemäldegalerie, Berlin

- Durante a entoação do Glória, todos os sinos e instrumentos da igreja soam com júbilo, mas logo após são silenciados, permanecendo assim até a proclamação do Glória na Vigília Pascal, como sinal de recolhimento e luto pela Paixão do Senhor.

- Após a homilia, realiza-se o rito opcional do lava-pés, no qual o sacerdote lava os pés de alguns fiéis, à imitação de Jesus com os doze Apóstolos. Esse gesto simboliza o serviço, a humildade e o amor fraterno que deve caracterizar a vida cristã, especialmente dos ministros ordenados.

- Ao término da Missa, não se dá a bênção final nem o envio. Em vez disso, o Santíssimo Sacramento é trasladado solenemente para um local apropriado, chamado de "Altar da Reposição" ou "Capela da Adoração". Esse momento expressa a passagem de Cristo ao Horto das Oliveiras, onde iniciou Sua agonia. A adoração eucarística é recomendada até a meia-noite, porém sem qualquer solenidade, mantendo-se o clima de recolhimento e vigília.

- Após a transladação do Santíssimo, todos os altares da igreja são desnudados, ou seja, sem toalhas, flores ou ornamentos, como sinal de luto e preparação para os eventos da Paixão. Apenas o altar onde está reservado o Santíssimo permanece decorado com simplicidade e reverência.

- A cor litúrgica é o branco, simbolizando a luz e a instituição da Eucaristia.

## Sexta-feira da Paixão
- Relembra a Paixão e Crucificação de Jesus.

- Não se celebra a Santa Missa neste dia. Em seu lugar, realiza-se a Celebração da Paixão do Senhor.

- Imagens e crucifixos são tradicionalmente velados (cobertos com panos, geralmente roxos) e suas luzes, apagadas, criando um ambiente de recolhimento e dor pela morte do Senhor. Essa prática pode variar de acordo com as tradições locais, mas expressa visivelmente o luto da Igreja.

- A cor litúrgica própria deste dia é o vermelho, símbolo do Sangue derramado por Cristo e do martírio. Em algumas comunidades, por tradição, utiliza-se também o preto, como sinal de profundo luto e silêncio diante da morte do Redentor.

- A Sexta-feira Santa é um dos dois únicos dias do ano (junto com a Quarta-feira de Cinzas) em que a Igreja prescreve obrigatoriamente o jejum para os fiéis que têm condições de cumpri-lo. Também é obrigatória a abstinência de carne de animais de sangue quente (bovina, suína, aviária, ovina, caprina e derivados). O jejum é um sinal de penitência, autocontrole e de união com os sofrimentos de Cristo.

## Sábado Santo ou Sábado de Aleluia
- Durante o dia, a Igreja permanece em recolhimento e sem celebração da Santa Missa. Os altares seguem desnudados, o Santíssimo permanece fora do tabernáculo, e os fiéis são convidados à oração silenciosa, meditando sobre o mistério de Cristo no sepulcro.

- É dedicado à esperança perseverante e à espera confiante da Ressurreição. A Igreja contempla em silêncio o corpo do Senhor morto e sepultado, unindo-se espiritualmente à dor da Virgem Maria, enquanto aguarda o triunfo da vida sobre a morte. É um tempo de profunda interiorização da fé.

- Somente à noite, com o cair da escuridão, inicia-se a Vigília Pascal, que é considerada a "mãe de todas as vigílias", conforme expressão de Santo Agostinho. Essa celebração marca o início do Domingo da Ressurreição e é a mais solene de todo o ano litúrgico.

- A cor litúrgica é o branco.